# Francesco Recine
Francesco Recine (Ravenna, 7 febbraio 1999) è un pallavolista italiano, schiacciatore della Powervolley Milano.

## Biografia
È figlio degli ex pallavolisti Stefano Recine e Beatrice Bigiarini.

## Carriera

### Club
La carriera di Francesco Recine inizia nella stagione 2013-14 quando gioca per la Lube, in Serie D. Nella stagione 2014-15 passa all'Appignano, in Serie B2: con lo stesso club disputa la Serie B nell'annata 2016-17. Nella stagione 2017-18 entra a far parte della squadra federale del Club Italia, in Serie A2, dove resta per due annate.
Per il campionato 2019-20 esordisce in Superlega grazie all'ingaggio da parte della Porto Robur Costa, mentre nella stagione 2020-21 passa alla You Energy, nella stessa divisione, con cui vince una Coppa Italia. Dopo un triennio in Emilia-Romagna, nella stagione 2024-25 approda per la prima volta all'estero, difendendo i colori dei giapponesi dei Toray Arrows Shizuoka, in SV.League; tuttavia, già nell'annata successiva, rientra in Italia per vestire la maglia della Powervolley Milano, in Superlega.

### Nazionale
Fa parte della nazionale italiana under 19 nel periodo compreso tra il 2015 e il 2017, vincendo la medaglia d'argento al campionato europeo 2017 e quella d'oro al XIV Festival olimpico estivo della gioventù europea. Nel 2018 è nella nazionale Under-20 e nel 2019 in quella under 21, con cui conquista l'argento al campionato mondiale.
Nel 2019 ottiene le prime convocazioni nella nazionale maggiore, vincendo, nel 2021, la medaglia d'oro al campionato europeo e, l'anno successivo, quella di bronzo ai XIX Giochi del Mediterraneo e l'oro al campionato mondiale 2022. Nel 2023 conquista l'oro ai XXXI Giochi mondiali universitari estivi.

## Palmarès

### Club
- Coppa Italia: 1

2022-23

### Nazionale (competizioni minori)
- Campionato europeo Under-19 2017
- Festival olimpico estivo della gioventù europea 2017
- Campionato mondiale Under-21 2019
- Giochi del Mediterraneo 2022
- Giochi mondiali universitari estivi 2023
- Memorial Hubert Wagner 2023